# Idris II
Pour les articles homonymes, voir Idris.
 (novembre 2010).
Si vous disposez d'ouvrages ou d'articles de référence ou si vous connaissez des sites web de qualité traitant du thème abordé ici, merci de compléter l'article en donnant les références utiles à sa vérifiabilité et en les liant à la section « Notes et références ».
Moulay Idris II (en arabe : إِدرِيس بن إِدرِيس بن عَبد اللَّه بن الحَسَن ; en berbère : ⴷⵔⵉⵙ ⵓ ⴷⵔⵉⵙ ⵓ ⵄⴱⴷⵍⵍⴰⵀ ⵓ ⵍⵃⴰⵙⴰⵏ ), né à Walili (Volubilis) au Maroc trois mois après la mort de son père en 791, est un sultan idrisside. Il prend le pouvoir à onze ans et se fait appeler « Idris le Jeune » selon Ibn Khaldoun (Muqaddima, III, 30). Il meurt en 828.

## Histoire
À la mort d'Idris Ier en l'an 177 de l'Hégire (16 juillet 791), sa femme, Kenza al-Awrabiya, fille d'Ishaq ben Abdelhamid et chef de la tribu berbère des Awarbas, est enceinte. Deux mois plus tard, elle met au monde un garçon qui reçoit le nom d'Idris.
Rachid (arabe : رَاشِد [rāšid]), un client affranchi d'Idris Ier qui l'accompagne dans son exil depuis Bagdad jusqu'au Maroc (actuel), exerce une régence avec Abû Khalil al-`Abdîy. Idris II grandit sous sa protection. À onze ans, Idris II est proclamé héritier du pouvoir de son père, mais c'est le compagnon de son père, Rachid, qui a le pouvoir en attendant la majorité d'Idris II.
Idris quitte Walīlā (Volubilis), a Fès qui se développe sur la rive droite de l'Oued Fès (quartier des Andalous). Il s'installe sur la rive gauche et fonde le quartier de Kairouan (quartier la Quaraouiyyine). Cette ville voit sa population augmenter assez rapidement avec l'afflux d'exilés en provenance de Cordoue et de Kairouan. 
Idris II impose sa souveraineté sur part du Maghreb al-Aqsa. Il forme un corps d'élite de plus de cinq cents guerriers qui contribue à établir son autorité et à conquérir de nouveaux territoires. 
En l'an 199 de l'Hégire (814) il marche sur Tlemcen et se marie avec une descendante du frère d'Idris Ier, Souleyman le prince de Tlemcen. Il y séjourne trois années et y rebâtit une mosquée. 
Idris a douze enfants mâles : Muhammad, Abdullah, Aïssa, Idriss, Ahmed, Jaâfar, Yahia, Qassim, Omar, Ali, Daoud et Hamza. L'une de ses filles est Gannuna.
Il meurt en l'an 213 de l'Hégire (828), à l'âge de trente-six ans. Cette mort subite donne lieu à beaucoup de spéculations. Son fils Muhammad ben Idris lui succède.

## Son tombeau

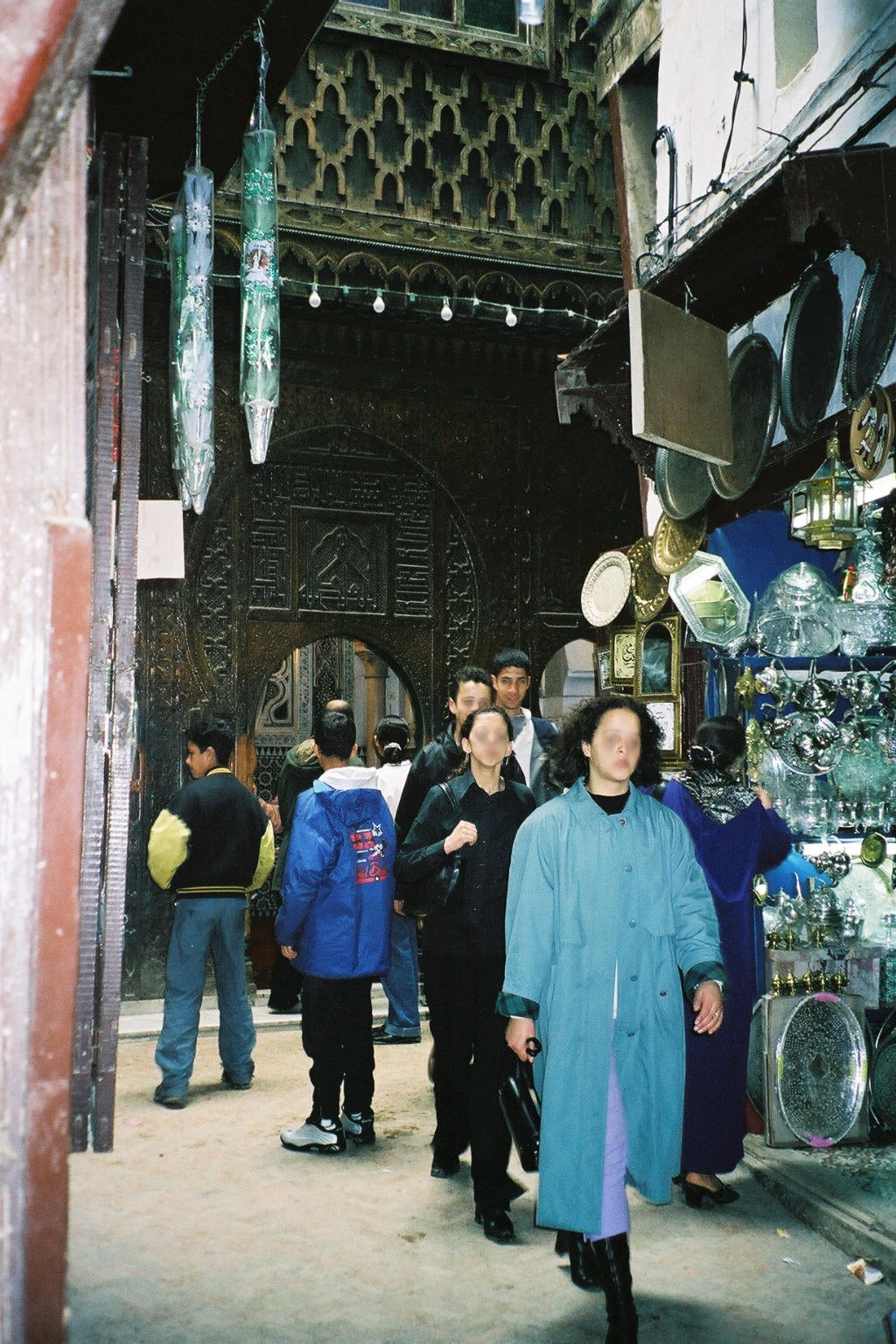
Entrée du mausolée d'Idris II dans la médina de Fès (Maroc)

Vers 1458, son tombeau, fut découvert dans la médina de Fès par le vizir Wattasside Zakarîyâ Yahyâ du sultan Mérinide `Abd al-Haqq. Zakarîyâ Yahyâ pense en faire une opération politique à son profit, mais c'est un descendant d'Idris qui en profite pour se faire proclamer sultan de Fès.

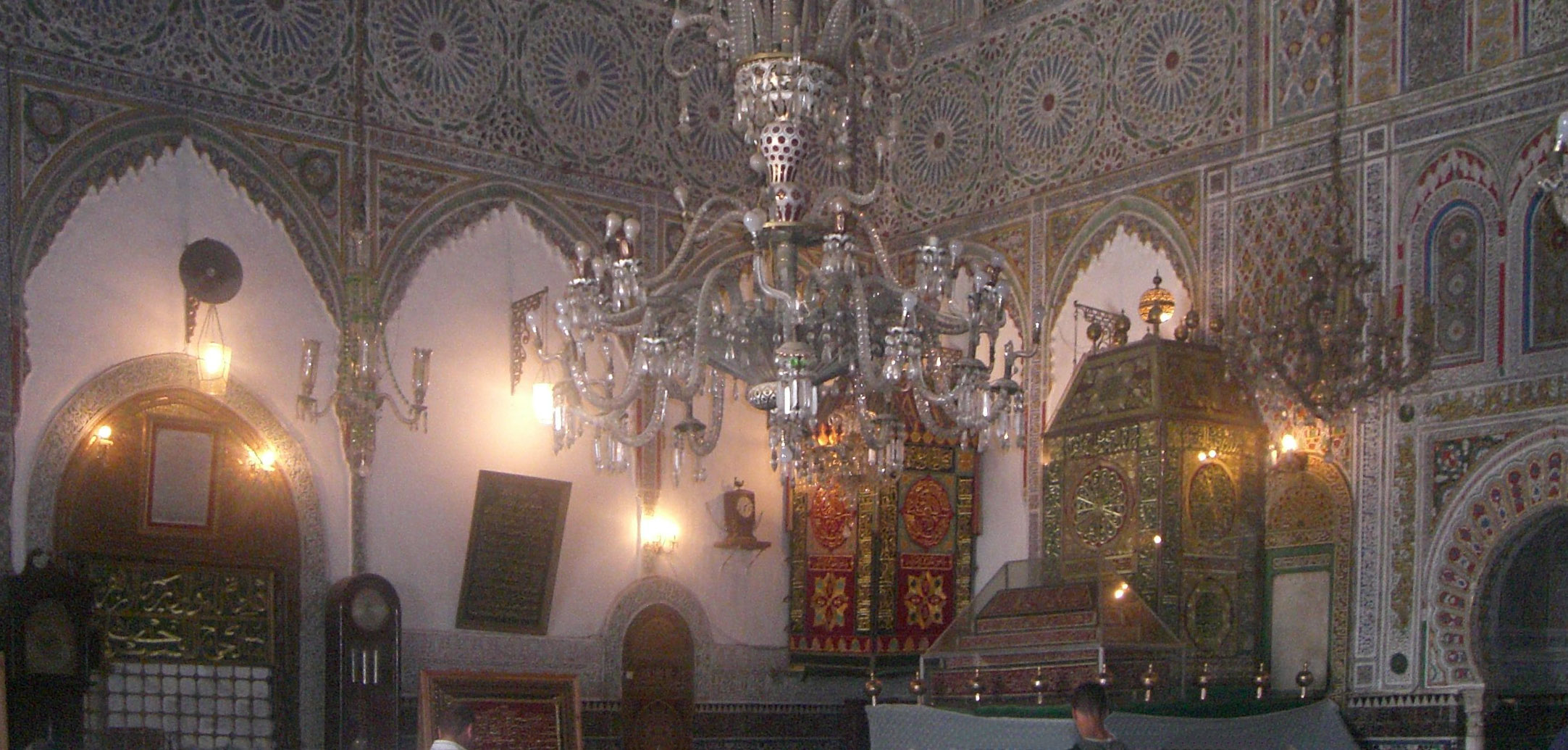

## Sources
- E.B., « Idris II (791-828) », Encyclopédie berbère, 24, Edisud, 2001, p.3635-3636 (lire en ligne)
- Charles-André Julien, Histoire de l'Afrique du Nord, des origines à 1830, édition originale 1931, réédition Payot, Paris, 1994
- Article sur l'histoire Idrisside dans la revue anglaise al-Masaq (Publication of The Society of The Medieval Mediterranean)
- (ar) hukam